# ドルフィンアンドユニオン海峡

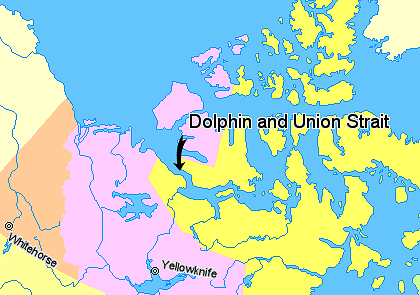
ドルフィンアンドユニオン海峡の位置

ドルフィンアンドユニオン海峡（英：Dolphin and Union Strait）はカナダのヌナブト準州の本土部分とビクトリア島との間の海峡。この海峡は北西のアムンゼン湾と南東のコロネーション湾を結んでいる。名称は、1826年のジョン・リチャードソンによるこの海域の探検で使われた2隻の船に由来する。
長さは約161kmで幅は32から64kmである。凍る時期には夏季にはヴィクトリア島で、冬は本土で過ごすカリブーの移動に使われる。このことからカリブーの群れ（herd）はDolphin and Union herdと名づけられている。
ランバート海峡とオースチン湾がこの海峡とコロネーション湾との間に存在する。